# Petr Pavel
Petr Pavel (Planá, 1 de noviembre de 1961) es un militar retirado y político checo, presidente de la República Checa desde marzo de 2023. Anteriormente se desempeñó como Presidente del Comité Militar de la OTAN de 2015 a 2018, y como Jefe del Estado Mayor General de las Fuerzas Armadas Checas de 2012 a 2015.
Nacido en Planá en el seno de una familia de militares, Pavel se alistó nada más acabar el bachillerato en 1983. Sirvió en el Ejército Popular Checoslovaco. Después de la Revolución de Terciopelo, Pavel se unió al ejército checo recién establecido y participó en la evacuación de la base Karin en Croacia en el marco de las guerras yugoslavas, lo que le valió elogios y reconocimiento internacional. Pavel ascendió en las filas militares para convertirse en Jefe del Estado Mayor General de las Fuerzas Armadas Checas de 2012 a 2015. Posteriormente fue seleccionado como presidente del Comité Militar de la OTAN entre 2015 y 2018, convirtiéndose en el primer oficial militar del antiguo Bloque del Este en ocupar el cargo. Se retiró del ejército y fue dado de baja con honores después de que expiró su mandato.
En 2021, Pavel anunció su candidatura para convertirse en presidente del país en la elección presidencial de 2023. Pavel ganó la primera vuelta de las elecciones con el 35 % y luego ganó la segunda vuelta contra Andrej Babiš con el 58 % de los votos, para convertirse en el cuarto presidente del país. Pavel asumió el cargo el 9 de marzo de 2023, reemplazando a Miloš Zeman. Además, se convirtió en el primer presidente con antecedentes militares desde Ludvík Svoboda (1968-1975) y el primero sin experiencia política.

## Temprana edad y educación
Pavel nació el 1 de noviembre de 1961 en Planá, entonces parte de Checoslovaquia, en el seno de una familia de militares, hijo de Josef Pavel y Marie Mojžíšová. Se graduó del gimnasio militar en Opava. Continuó sus estudios en la Escuela Militar de Fuerzas Terrestres en Vyškov, graduándose en 1983. Se unió al ejército checoslovaco como paracaidista, sirviendo como líder de pelotón.
En 1985, Pavel se unió al Partido Comunista de Checoslovaquia, permaneciendo como miembro hasta la Revolución de Terciopelo en Checoslovaquia en 1989. En 1987, en su biografía, Pavel expresó su comprensión por la invasión de Checoslovaquia por parte de las tropas del Pacto de Varsovia. Se dice que tomó esta opinión a la edad de seis años de su padre, Josef Pavel, que en ese momento era oficial del ejército checoslovaco y miembro de la inteligencia militar. Pavel luego se disculpó por su postura expresada en su biografía y condenó la invasión. La evaluación para la concesión de la Medalla al Servicio a la Patria señaló que Pavel había sido «instrumental en la promoción del liderazgo del Partido entre los subordinados». Más tarde, Pavel cooperó con antiguos disidentes como Luboš Dobrovský y Radovan Procházka y se refirió a su pertenencia al Partido Comunista como un «error de juventud», que expió sirviendo a la causa democrática.
Pavel continuó sus estudios militares en un curso para oficiales de inteligencia en la Academia Militar de Brno (más tarde unida a la Universidad de Defensa) de 1988 a 1991. Después de la Revolución de Terciopelo, estudió en Defense Intelligence College en Bethesda, Staff College en Camberley, Royal College of Defense Studies en Londres y se graduó en King's College de Londres con una maestría en relaciones internacionales.

## Carrera militar
Después de graduarse, Pavel trabajó en el servicio de inteligencia militar de 1991 a 1993 y en el Estado Mayor General de las Fuerzas Armadas Checas.
Pavel sirvió en el contingente de tropas checoslovacas de la Fuerza de Protección de las Naciones Unidas en Bosnia. En enero de 1993, su unidad fue enviada como parte de la evacuación de la base Karin, donde los soldados franceses estaban sitiados por las tropas serbias. El ejército francés no pudo evacuar la base debido a que la infraestructura local y el puente habían sido destruidos, y el ejército checo fue enviado a realizar la evacuación ya que estaban situados a solo 30 kilómetros de la base. Pavel fue a la base con 29 soldados y 2 transportadores armados OT-64 SKOT. Durante el viaje de dos horas, la unidad de Pavel enfrentó varios obstáculos que ralentizaron la operación, incluidos árboles caídos en un camino que los soldados tuvieron que quitar bajo fuego de mortero. Cuando la unidad llegó a la base, dos soldados franceses estaban muertos y algunos heridos. Finalmente, 55 soldados franceses fueron evacuados de la base en transportes armados.
Pavel fue reconocido y premiado tanto en la República Checa como en Francia por sus acciones durante el rescate.

### Carrera de alta dirección
Después de la operación en Bosnia, Pavel ocupó varios puestos en el ejército checo, incluida la inteligencia militar y la diplomacia. Representó a la República Checa en varios cargos diplomáticos militares en Bélgica, los Países Bajos y los Estados Unidos.
De 1993 a 1994, Pavel fue agregado militar adjunto de la República Checa en Bélgica. De 1999 a 2002, fue representante en la sede de la OTAN en Brunssum. En 2003, se desempeñó como Representante Militar Nacional en el Comando Central de los Estados Unidos en la sede de la Operación Libertad Duradera en Tampa. Durante la invasión estadounidense de Irak en 2003, se desempeñó como oficial de enlace en la sede estadounidense en Catar. Durante este tiempo, advirtió a los civiles que ayudó a evacuar que Irak podría usar armas de destrucción masiva contra las fuerzas invasoras.
Pavel fue nombrado general de brigada en 2002. De 2002 a 2007, se desempeñó como comandante de las fuerzas especializadas, subcomandante de las fuerzas conjuntas y subdirector de la sección del Ministerio de Defensa. En los años 2007-2009, fue representante militar de la República Checa ante la Unión Europea en Bruselas, y posteriormente en los años 2010-2011 fue representante de la República Checa en el Cuartel General Supremo de las Potencias Aliadas en Europa en Mons. Pavel se convirtió en general de división en 2010 y en teniente general en 2012. En 2011, fue miembro de la comisión de expertos que redactó el Libro Blanco de la Defensa, evaluando el estado y proponiendo medidas para mejorar la defensa de la República Checa.
Pavel se desempeñó como Jefe Adjunto del Estado Mayor General de las Fuerzas Armadas de la República Checa desde julio de 2011 hasta junio de 2012. El 1 de junio de 2012 fue ascendido a Jefe del Estado Mayor General. En este cargo, organizó la cooperación entre el ejército y académicos y foros sobre temas de defensa y seguridad.

### Presidencia del Comité Militar de la OTAN
Ya como general del ejército, Pavel fue nominado por el gabinete de Bohuslav Sobotka como presidente del Comité Militar de la OTAN en julio de 2014 y elegido para este puesto en Vilna en septiembre de 2014, superando a candidatos de Italia y Grecia. Fue el primer presidente de la organización de un exmiembro del Pacto de Varsovia. Su mandato comenzó en 2015. Durante su presidencia, Pavel implementó las decisiones tomadas en la cumbre de Newport de 2014, incluido el Plan de Acción de Preparación. Restableció el diálogo con Rusia, interrumpido tras la anexión de Crimea, a pesar de que consideraba a Rusia una gran amenaza.
Al final de su mandato en 2018, Jens Stoltenberg, el secretario general de la OTAN de quien Pavel fue asesor, elogió a Pavel por liderar el Comité Militar con gran distinción durante un período clave en la historia de la OTAN. Fue condecorado con la  Legión al Mérito por su labor en el Comité Militar.

## Retiro
Tras su salida del ejército en 2018, Pavel se convirtió en conferencista y consultor, y participó en las conferencias del Instituto Aspen.
El 6 de abril de 2020, Pavel lanzó la iniciativa «Más fuertes juntos», con el objetivo de ayudar a las personas vinculadas a la lucha contra la pandemia de COVID-19 en la República Checa, especialmente mediante el micromecenazgo de asistencia financiera para voluntarios que ayudan en hospitales y crean herramientas médicas. La iniciativa también tenía como objetivo preparar al país para futuras crisis.
Pavel reunió a varios expertos en la iniciativa, incluida la jefa de la Oficina Estatal de Seguridad Nuclear, Dana Drábová, el empresario Martin Hausenblas, la presidenta de la Sociedad Checa de Medicina de Emergencia y Medicina de Desastres, Jana Šeblová, y el exgobernador de la región de Olomouc, Jan Březina. Pavel comenzó a viajar por las regiones checas y a recopilar información sobre la lucha contra la epidemia de expertos, autoridades e instituciones. Sobre la base de los hallazgos de la iniciativa, Pavel se reunió con el primer ministro Andrej Babiš para presentarle un plan anticrisis creado por la iniciativa.
Algunos comentaristas políticos como Petr Holec y Ondřej Leinert vincularon la iniciativa con la posible candidatura presidencial de Pavel, señalando similitudes con el eslogan de Hillary Clinton durante las elecciones presidenciales de Estados Unidos de 2016.

### Campaña presidencial

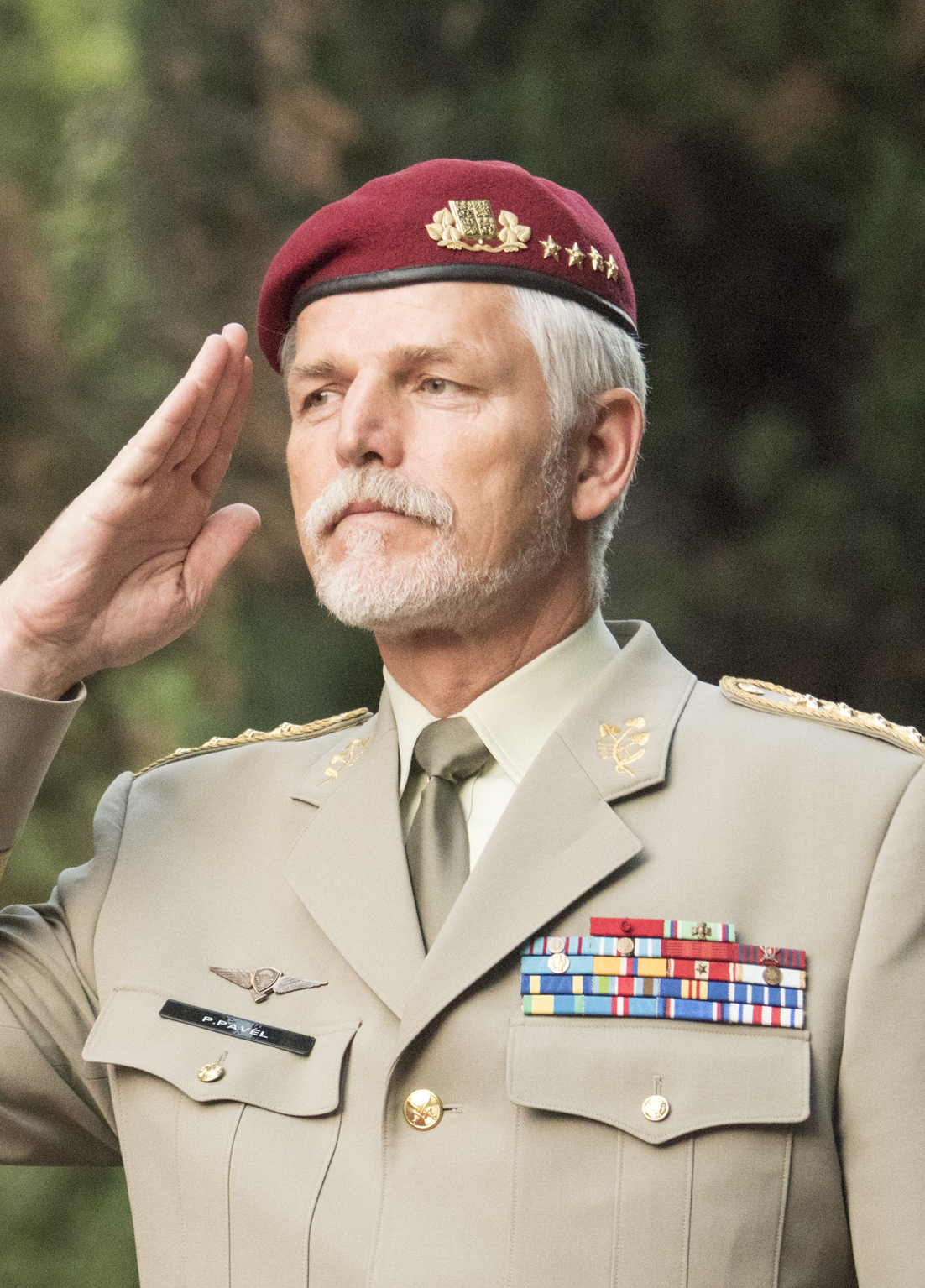
Pavel como presidente del Comité Militar de la OTAN, 2017

En 2019, los líderes del Partido Democrático Cívico, KDU-ČSL, TOP 09, Alcaldes e independientes y Partido Pirata Checo se  reunieron para discutir posibles candidatos para las próximas elecciones presidenciales. Se informó que Pavel fue el candidato más discutido en la reunión.
El 29 de junio de 2022, Pavel anunció su intención de presentarse a las elección presidencial de 2023. Dijo que quería ganar las elecciones para que la República Checa no tuviera que «sentirse avergonzada» por su presidente, refiriéndose al presidente Miloš Zeman. Pavel lanzó su campaña oficial el 6 de septiembre de 2022, diciendo que quería «devolver el orden y la paz a la República Checa», con una plataforma pro occidental, europeísta, y antipopulista, los puntos de vista que representó consistentemente a lo largo de su carrera de alto mando militar. El 4 de octubre de 2022, fue uno de los tres candidatos respaldados por la alianza electoral Juntos (Partido Cívico Democrático, KDU-ČSL y TOP 09).
La primera vuelta se celebró los días 13 y 14 de enero de 2023. Pavel recibió 1.975.056 votos (35,4%). Terminó por poco por delante del ex primer ministro checo Andrej Babiš, con quien avanzó a la segunda ronda. Pavel derrotó a Babiš en la segunda vuelta, recibiendo el 58,32% de los votos (3.358.926 votos) frente al 41,67% de Babiš. El mismo día, la presidenta de Eslovaquia Zuzana Čaputová, lo felicitó personalmente por su victoria en Praga. El presidente polaco Andrzej Duda y el presidente ucraniano Volodímir Zelenski también fueron los primeros líderes extranjeros con los que habló como presidente electo.
En el contexto de la Batalla de Bajmut advirtió a Ucrania que no lanzase su contraofensiva dada la situación del momento,ya que anticipó que fracasaría alegando que no cuentan con el "factor sorpresa".

## Presidente de la República Checa
Pavel sucedió al presidente saliente Miloš Zeman el 9 de marzo.
Pavel planea hacer sus viajes iniciales al extranjero a Eslovaquia, Polonia y Ucrania para reafirmar los compromisos internacionales de la República Checa y expresar su apoyo a Ucrania contra la invasión rusa de 2022.
En julio de 2025, firmó una enmienda al código penal del país que criminaliza la promoción del comunismo. La legislación revisada contempla penas de prisión de hasta cinco años para quien defienda el comunismo.

## Vida personal
Pavel habla checo, inglés, francés y ruso. Tiene dos hijos con su primera esposa, Hana; luego se divorciaron. Está casado con su segunda esposa, Eva Pavlová, quien tiene el rango de teniente coronel en el ejército checo. Pavel es un aficionado al motociclismo, el esquí y a la fotografía.
Antes de 2012, Pavel se mudó a Černouček, donde vive desde entonces. Pavel tiene una licencia de portación oculta.

## Posiciones políticas

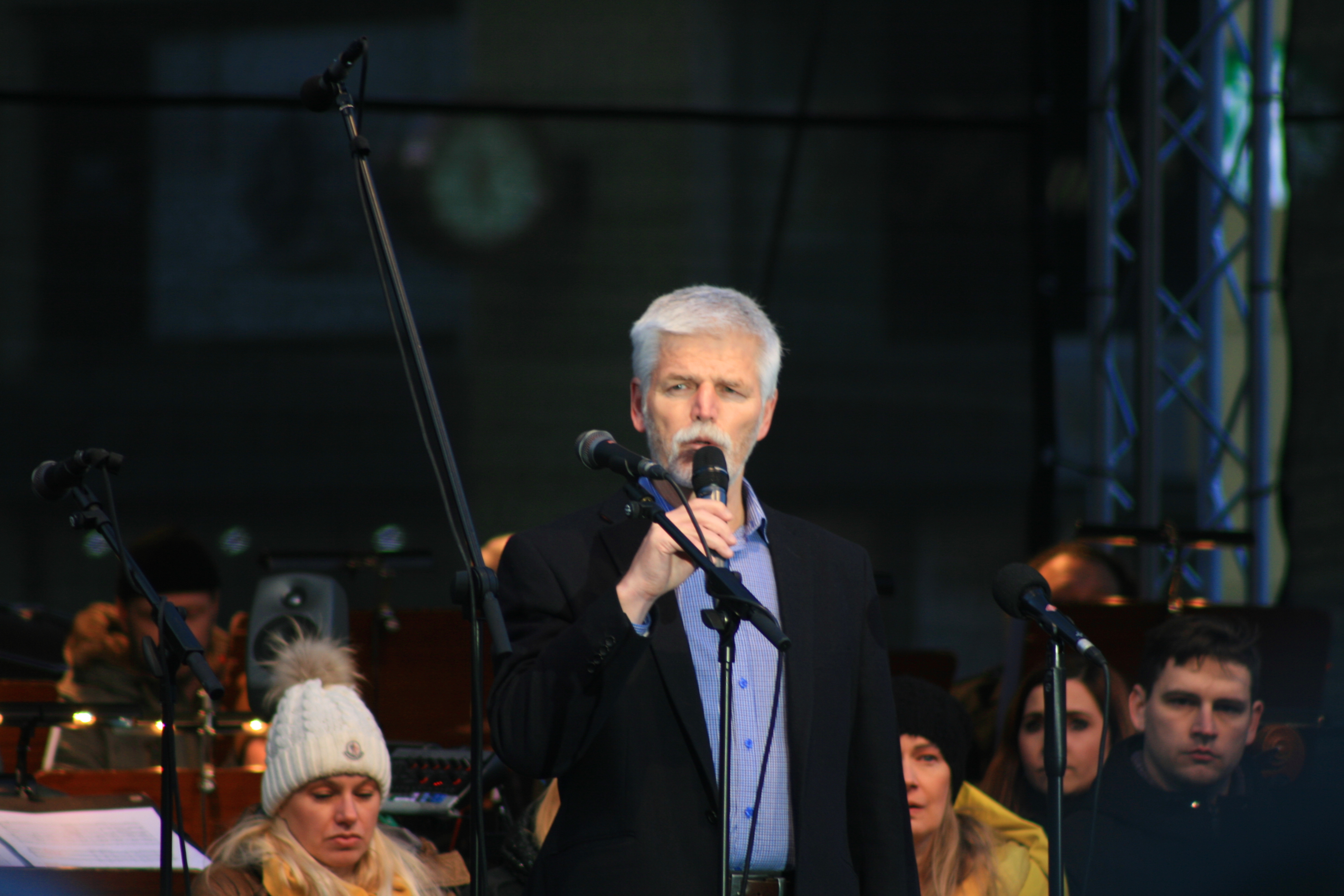
Petr Pavel durante una manifestación en apoyo de Ucrania en Brno, marzo de 2022

### Política exterior
Pavel tiene puntos de vista anticomunistas, atlantistas y prooccidentales, y aboga por una participación mucho más activa de la República Checa en la Unión Europea y la OTAN.
Apoyó a Ucrania durante la invasión rusa de 2022, que calificó como una «guerra contra el sistema de relaciones internacionales», pidiendo ayuda militar y humanitaria. Dijo que Occidente debería haber actuado con más fuerza en respuesta a la invasión. Argumentó que luego de la anexión de Crimea por parte de Rusia y el control de partes del Dombás por parte de los separatistas respaldados por Rusia, Occidente debería haber establecido corredores protegidos para los civiles impuestos por la Organización para la Seguridad y la Cooperación en Europa. Una vez que comenzó la invasión, expresó la opinión de que el ejército ruso podría mantener lo que había ocupado y que Ucrania no tendría recursos suficientes para expulsar al ejército ruso, incluida Crimea, incluso con la ayuda de los países occidentales. En diciembre de 2022, afirmó que Ucrania podría ganar la guerra y señaló la importancia de la ayuda a Ucrania para la seguridad de la República Checa.
Como presidente del Comité Militar de la OTAN en 2018, Pavel declaró sobre la Operación Rama de Olivo: «Turquía es un objetivo del terrorismo y tiene derecho a defenderse». Señaló la necesidad de no ver a los kurdos como un grupo homogéneo y que algunos de ellos luchan efectivamente contra los extremistas.

### Posiciones sociales

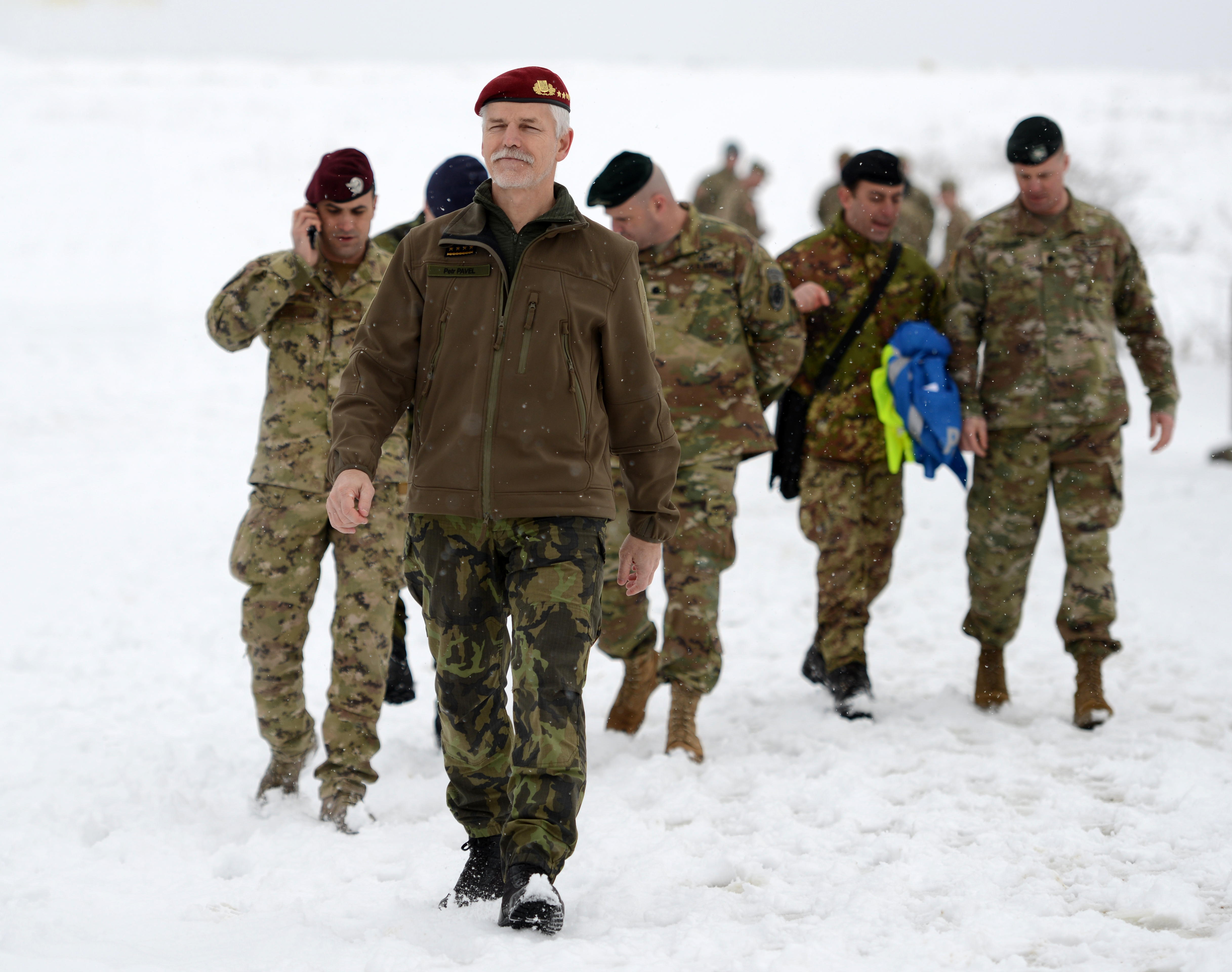
Pavel recorriendo las instalaciones de capacitación multinacional ubicadas en Staufer Kaserne, Pfullendorf, Alemania.

Pavel tiene puntos de vista progresistas sobre cuestiones socioculturales. Apoya el matrimonio entre personas del mismo sexo y los derechos de adopción para las personas homosexuales, y confirmó que no vetaría una ley que permita el reconocimiento de las uniones entre personas del mismo sexo. Pavel se pronunció a favor de la membresía activa checa en la Unión Europea y la OTAN, apoya la introducción de la eutanasia, y rechaza la pena de muerte. En 2019, argumentó que las personas ricas deberían pagar impuestos más altos y apoya una redistribución más fuerte de la riqueza. Ha citado los países escandinavos como inspiración.
Después de su elección como presidente del Comité Militar de la OTAN en 2014, Pavel criticó la corrección política, argumentando que crea un ambiente en el que a los que están a cargo solo se les dice lo que quieren escuchar. Dijo que durante su mandato como Presidente del Comité Militar de la OTAN vio a muchos Jefes de Estado Mayor que no podían llamar a los problemas por su nombre debido a la corrección política. Tras las acusaciones de que la República Checa se movilizaría y se involucraría directamente en la guerra de Ucrania si ganaba, debido a su pasado militar, dijo que conocía lo que era la guerra y haría todo lo posible por mantener alejado al país de un conflicto.

### Política interior
Durante la campaña presidencial, Pavel se describió a sí mismo como «de centro derecha, con un fuerte énfasis social». Dijo que votó por la alianza Juntos de centro-derecha en las elecciones legislativas checas de 2021. Discutió el apoyo político de Juntos durante las primeras etapas de su candidatura presidencial y finalmente afirmó que no quería ser su candidato, pero que agradecería su respaldo. Juntos lo respaldó en octubre de 2022 junto con otros dos candidatos. Pavel dijo que había votado por Karel Schwarzenberg en ambas vueltas de las elecciones presidenciales checas de 2013. En las elecciones presidenciales checas de 2018, votó por Pavel Fischer en la primera vuelta y por Jiří Drahoš en la segunda.
Preguntado si hubiera luchado contra Occidente en caso de guerra antes de noviembre de 1989, Pavel dijo que «un soldado defiende a su país y a la gente que vive en él. (...) todo soldado lucha por la gente que quiere y por la que vale la pena sacrificar su vida».

## Condecoraciones

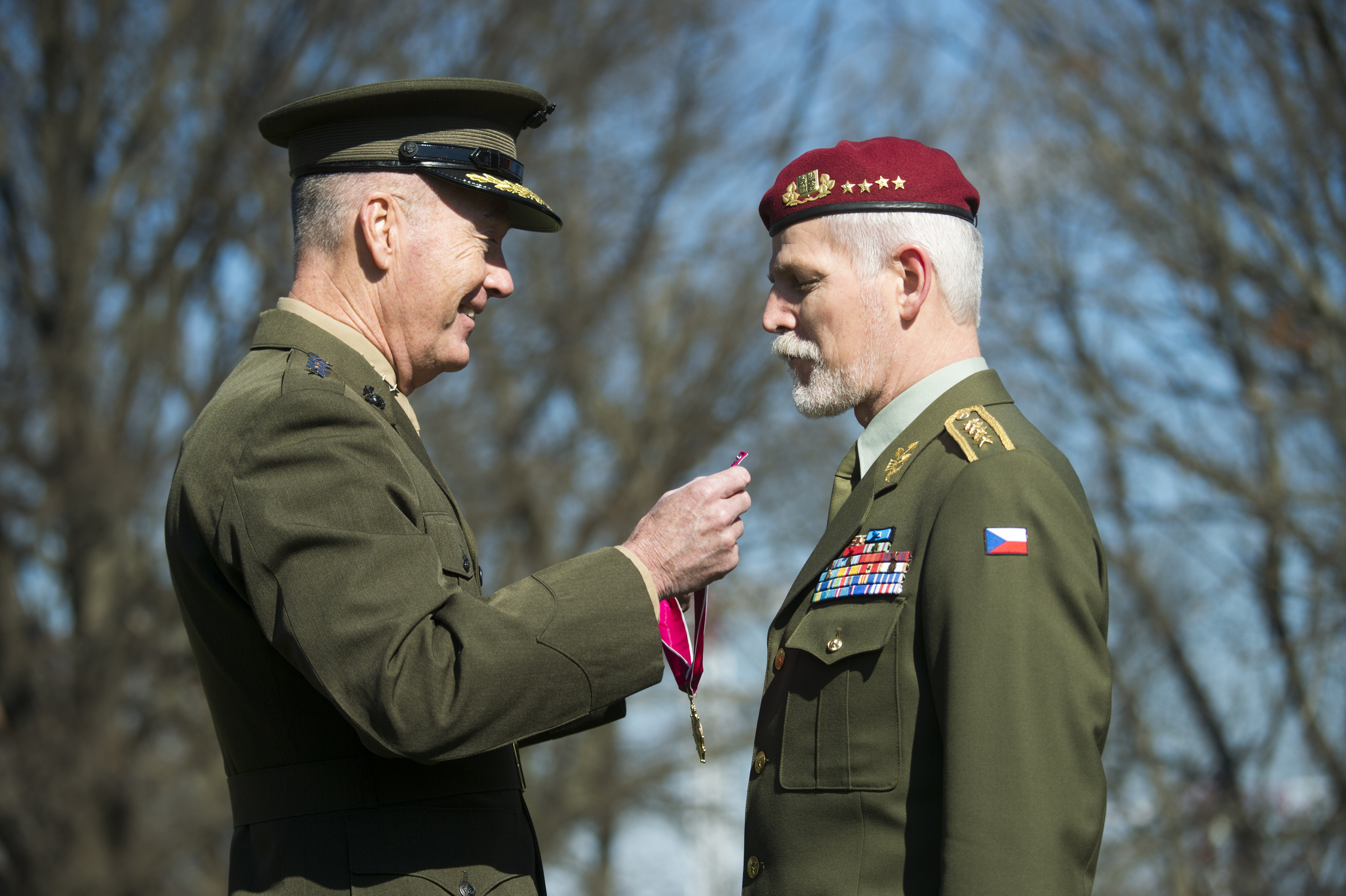
Joseph Dunford Jr., presidente del Estado Mayor Conjunto, rinde homenaje a Pavel en 2018.

### Nacionales
- Medalla por el Servicio a la Patria (1988)
- Medalla al Heroísmo (1995)
- Cinta de medalla por servicio en las Fuerzas Armadas de la República Checa
- Medalla de las Fuerzas Armadas de la República Checa, 1.ª, 2.ª y 3.ª clase
- Cruz al Mérito del Ministro de Defensa de la República Checa, 2ª y 3ª clase
- Medalla del Ministro de Defensa de la República Checa por servicio en el extranjero, 3.ª y 3.ª clase
- Insignia conmemorativa de honor al servicio de la paz
- Cruz de Defensa del Estado del Ministro de Defensa de la República Checa (2018)

### Internacionales
- Medalla de las Naciones Unidas – UNPROFOR (1995)
- Croix de Guerre con Estrella de Bronce, Francia (1995)
- Oficial de la Legión de Honor, Francia (2012)
- Insignia de Honor del Ministerio de Defensa "San Jorge", Primera Clase, Bulgaria (2017)
- Gran Cruz de la Orden de la Corona, Bélgica (2018)
- Comandante de la Legión del Mérito, Estados Unidos (2018)